# Maas
Die Maas (lateinisch Mosa, französisch Meuse [møz], wallonisch Moûze, limburgisch Maos und niederländisch Maas) ist ein etwa 874 Kilometer langer Fluss, der Frankreich, Belgien und die Niederlande durchfließt. Die Maas mündet heute in den südlichen Hauptstrom des Rhein-Maas-Deltas, das Hollands Diep, und gehört damit zum Flusssystem des Rheins. Die ursprüngliche Mündung erfolgte in den nördlicheren Hauptstrom Scheur (heute Nieuwe Waterweg). Dieser Stromteil ist als Oude Maas noch erhalten. Die Maas ist der weitaus längste Nebenfluss des Rheins und der zweitwasserreichste nach der Aare. Sie ist zudem die Namenspatin des zweitlängsten Rhein-Nebenflusses, der Mosel (lateinisch Mosella: „Kleine Maas“).

## Geographie

### Verlauf

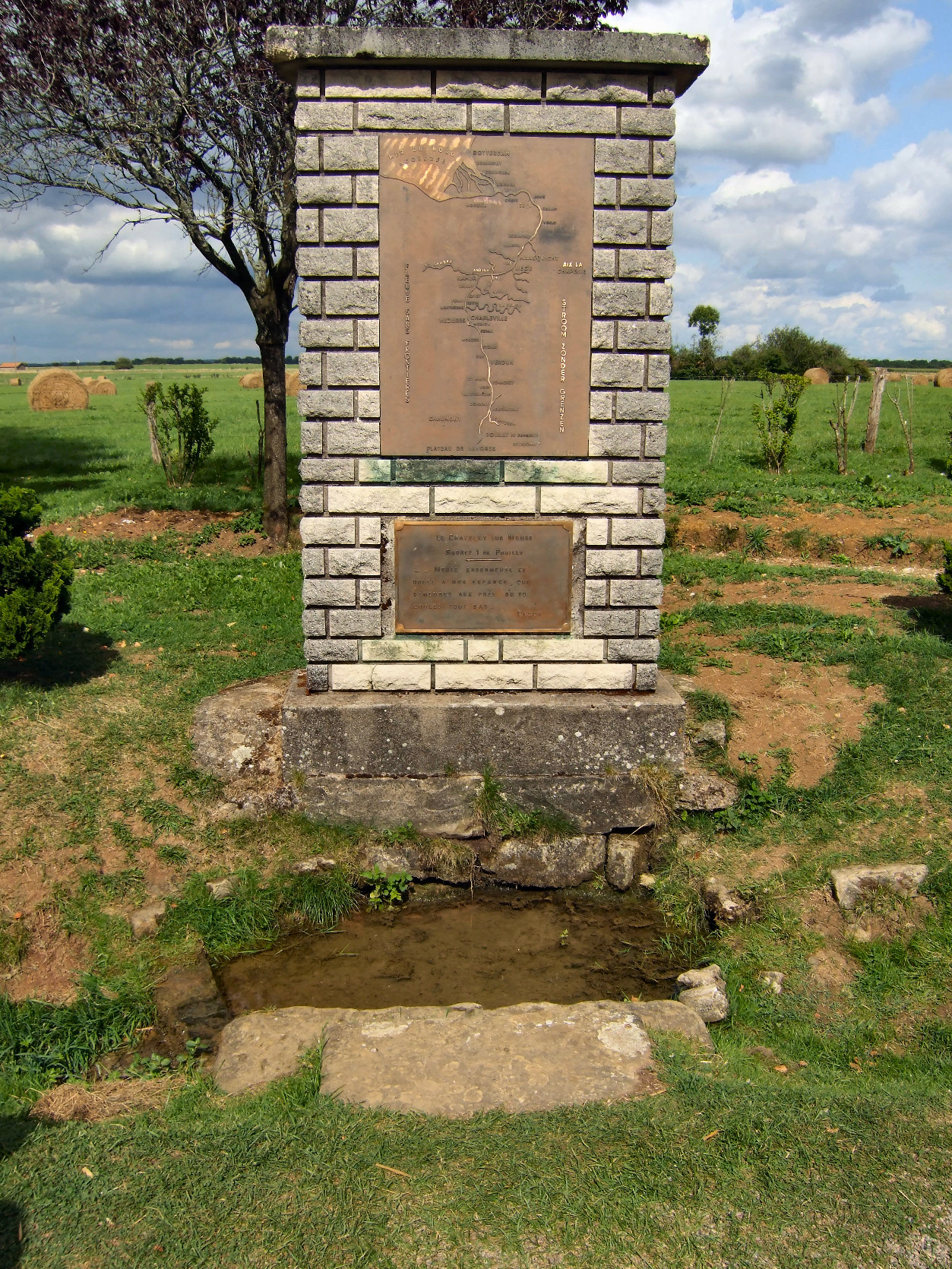
Quelle der Maas

Die Maas entspringt auf 409 m in Pouilly-en-Bassigny im Gemeindegebiet von Le Châtelet-sur-Meuse (Département Haute-Marne) auf dem Plateau von Langres. Am Ende ihres langen Oberlaufes in Frankreich durchquert sie den Regionalen Naturpark Ardennen, passiert bei Givet die Grenze nach Belgien, verläuft weiter im dortigen Teil der Ardennen, erreicht die Städte Namur und Lüttich und passiert dann in den Niederlanden die Städte Maastricht, Roermond und Venlo. Von Borgharen bei Maastricht bis etwa Höhe Maasbracht bildet die Maas (hier Grensmaas genannt) die Grenze zwischen den Provinzen Belgisch-Limburg und Niederländisch-Limburg. Die Grenzmaas ist zwischen Borgharen und Maaseik nicht schiffbar. Der Schiffsverkehr läuft über den parallel geführten Julianakanal. Die Maas wendet sich dann westwärts und bildet die Grenze zwischen den niederländischen Provinzen Gelderland im Norden sowie Noord-Brabant im Süden. Als Amer mündet sie in das Hollands Diep, eine ehemalige Meeresbucht, die heute Teil des südlichsten der Mündungsarme des Rheins ist.

### Einzugsgebiet und Gewässerdaten

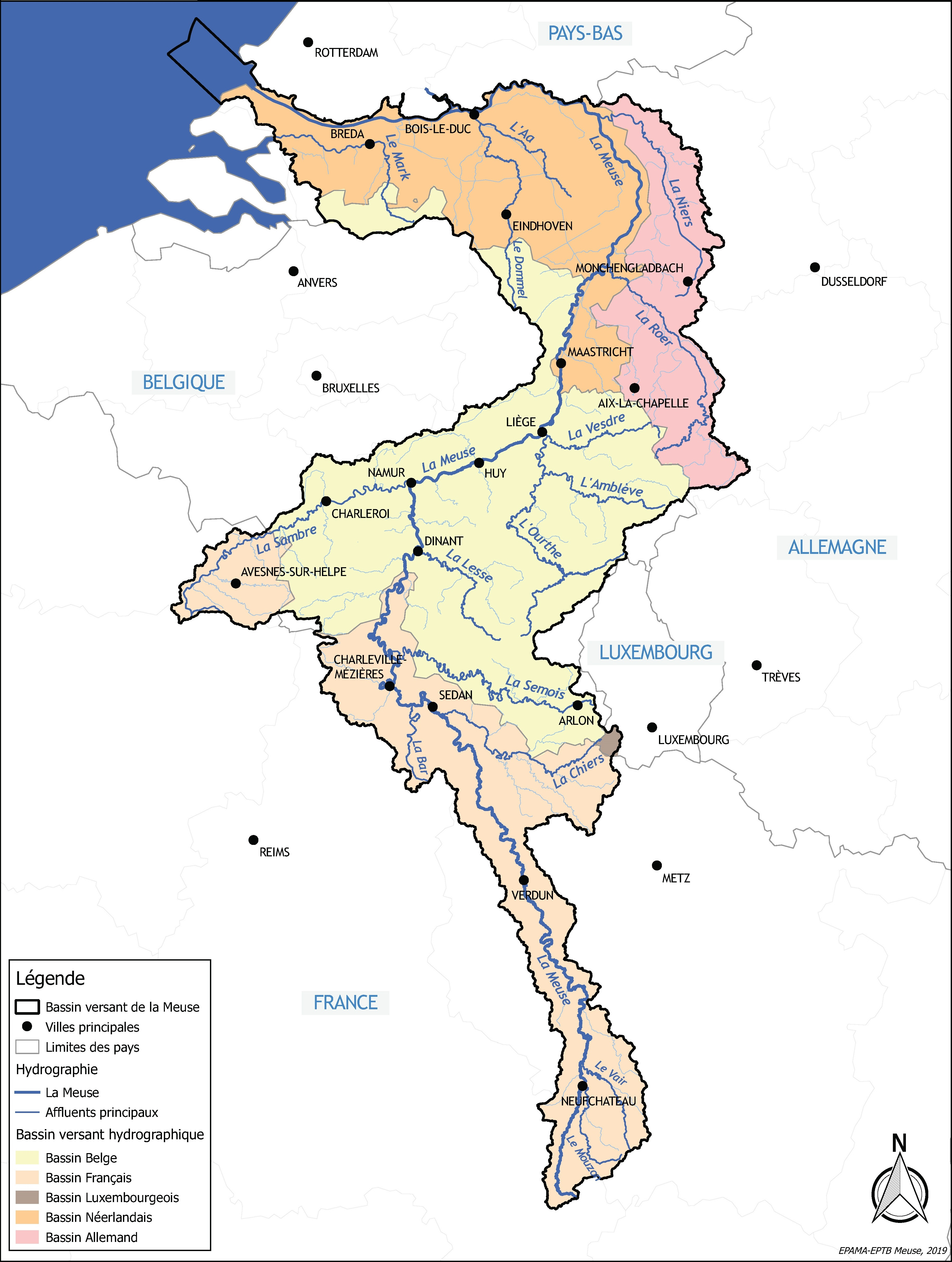
Das Einzugsgebiet der Maas

Das Einzugsgebiet des französischen Oberlaufs im Hügelland Lothringens (rund 30 Prozent des gesamten Einzugsgebietes) ist lang gestreckt und schmal, was extremen Hochwasserspitzen entgegenwirkt, ebenso wie das oft wasserspeichernde Gestein. Dagegen entwässert der belgische Teil (rund 40 Prozent) die niederschlagsreichen Ardennen mit vielen gefällereichen Nebenflüssen, was die Hochwassergefährlichkeit der Maas erhöht. An der Grenze zu den Niederlanden (am Pegel Maastricht-Borgharen) führt die Maas durchschnittlich rund 260 m³/s Wasser. In den Niederlanden ist das Gelände nahezu eben. Zunächst fließt die Maas durch die Provinz Limburg. Dann bildet sie die Grenze zwischen den Provinzen Noord-Brabant und Gelderland und weiter flussabwärts zwischen Noord-Brabant und der Provinz Zuid-Holland.
An ihrer Mündung entwässert die Maas mit einer Wasserführung von rund 357 m³/s ein Einzugsgebiet von rund 33.000 km². Im unteren Teil werden die Grenzen des Einzugsgebietes uneinheitlich gezogen. Mitunter sind auch die Randbereiche von Hollands Diep und Haringvliet einbezogen, die aber vor allem von Rheinwasser durchströmt werden (siehe hierzu auch Flusssystem des Rheins). Es gibt auch Längenangaben, die über 874 Kilometer (gerundet 875 km) hinausgehen.

### Nebenflüsse
In der folgenden Tabelle sind ausnahmsweise auch ein paar Kanäle eingetragen, weil sie für den Wasserhaushalt von Bedeutung sind. Einige verwirrende Seitenbeziehungen ergeben sich daraus, dass die nordbrabantische Aa mehrfach mittels Dükern unter der Zuid-Willemsvaart hindurchgeleitet wird.
| Die Maas, ihre Nebenflüsse und deren Nebenflüsse ab 25 km Länge |                                                          | | | | | | | | |
| Darstellungsweise: - Reihenfolge flussaufwärts - Ein Gewässer mündet in denjenigen der darüber aufgelisteten Flussläufe, dessen Name über der Angabe der Einmündungsseite („rechts“/„links“) des mündenden Gewässers beginnt. - Pfeile sind flussabwärts gerichtet und stehen vor geografisch oberen Teilen eines schon vorher erwähnten Flusslaufs. - Längenangaben nach Schrägstrich beziehen sich auf den Flusslauf nach amtlicher Einteilung im Gegensatz zur traditionellen Verwendung des Namens, oder auf den naturwissenschaftlich längsten Fließweg im Gegensatz zum amtlich definierten Fluss. - Ist der Fließweg aus einem (Sekundär-)Zufluss und dem Teil des Flusslaufs, in das er mündet, unterhalb dieser Mündung länger als das Hauptgewässer selber, so ist der Abstand der Mündung von der Quelle oder der Mündung des Hauptgewässers angegeben. - Wasserläufe, die als Abzweigung aus einem größeren Gewässer beginnen, sind doppelt eingetragen: - bei dem Gewässer, aus dem sie abzweigen, blau unterlegt - bei dem Gewässer, in das sie münden, blaugrau unterlegt - Gewässer von namentlich weniger als 25 km sind mit aufgenommen, wenn sie als Teil eines längeren Wasserlaufs zu betrachten sind. |                                                          | | | | | | | | |
| Zuflüsse > 80 km: (Längen in km) | Zuflüsse > 80 km: (Längen in km)                         | Semois (210) • Sambre (193) • Ourthe, Ourthe Occidentale (180) • Rur (164) • Chiers (140) • MaximaK., Zuid Willemsvaart (126) • Dieze, Dommel (120) • Niers (113,1) • Amblève/Amel (93) • Lesse (89) | Semois (210) • Sambre (193) • Ourthe, Ourthe Occidentale (180) • Rur (164) • Chiers (140) • MaximaK., Zuid Willemsvaart (126) • Dieze, Dommel (120) • Niers (113,1) • Amblève/Amel (93) • Lesse (89) | Semois (210) • Sambre (193) • Ourthe, Ourthe Occidentale (180) • Rur (164) • Chiers (140) • MaximaK., Zuid Willemsvaart (126) • Dieze, Dommel (120) • Niers (113,1) • Amblève/Amel (93) • Lesse (89) | Semois (210) • Sambre (193) • Ourthe, Ourthe Occidentale (180) • Rur (164) • Chiers (140) • MaximaK., Zuid Willemsvaart (126) • Dieze, Dommel (120) • Niers (113,1) • Amblève/Amel (93) • Lesse (89) | Semois (210) • Sambre (193) • Ourthe, Ourthe Occidentale (180) • Rur (164) • Chiers (140) • MaximaK., Zuid Willemsvaart (126) • Dieze, Dommel (120) • Niers (113,1) • Amblève/Amel (93) • Lesse (89) | Semois (210) • Sambre (193) • Ourthe, Ourthe Occidentale (180) • Rur (164) • Chiers (140) • MaximaK., Zuid Willemsvaart (126) • Dieze, Dommel (120) • Niers (113,1) • Amblève/Amel (93) • Lesse (89) | Semois (210) • Sambre (193) • Ourthe, Ourthe Occidentale (180) • Rur (164) • Chiers (140) • MaximaK., Zuid Willemsvaart (126) • Dieze, Dommel (120) • Niers (113,1) • Amblève/Amel (93) • Lesse (89) | Semois (210) • Sambre (193) • Ourthe, Ourthe Occidentale (180) • Rur (164) • Chiers (140) • MaximaK., Zuid Willemsvaart (126) • Dieze, Dommel (120) • Niers (113,1) • Amblève/Amel (93) • Lesse (89) |
| Zufluss in Fließrichtung gesehen von … ABZWEIGUNG NACH … | Zufluss in Fließrichtung gesehen von … ABZWEIGUNG NACH … | Zufluss in Fließrichtung gesehen von … ABZWEIGUNG NACH … | Name | Name | Lage der Mündung | Gewässerkennzahl BE: versch. (Wallonie: Wasserkörper) FR: SANDRE | Länge [km] | Einzugs- gebiet [km²] | mittlerer Abfluss [m³/s] |
| Amer, Teil der südholländischen Rhein-Maas-Mündung | Amer, Teil der südholländischen Rhein-Maas-Mündung       | Amer, Teil der südholländischen Rhein-Maas-Mündung | Amer, Teil der südholländischen Rhein-Maas-Mündung | Amer, Teil der südholländischen Rhein-Maas-Mündung | Amer, Teil der südholländischen Rhein-Maas-Mündung | | 012,0 | | |
| rechts | Spijkerboor ← Steurgat aus dem Rhein                     | Spijkerboor ← Steurgat aus dem Rhein | Spijkerboor ← Steurgat aus dem Rhein | Spijkerboor ← Steurgat aus dem Rhein | Spijkerboor ← Steurgat aus dem Rhein | | | | |
| links | Donge ← Leij                                             | Donge ← Leij | Donge ← Leij | Donge ← Leij | Geertruidenberg | | 0,035,0 | | |
| ↑ Bergsche Maas | ↑ Bergsche Maas                                          | ↑ Bergsche Maas | ↑ Bergsche Maas | ↑ Bergsche Maas | Geertruidenberg | | 024,5 | | 230,0 |
| ↑ Maas | ↑ Maas                                                   | ↑ Maas | ↑ Maas | ↑ Maas | Heusden | (DE: 28), BE: MV35R, MM38R (unt./ob. Namur), FR: B---0000 | 784,0 | 33 000,0 | 357,0 |
| links | Dieze                                                    | Dieze | Dieze | Dieze | Hertogenbosch | | 6,5 / 120 | | 14, |
| links | rechts                                                   | Aa (Unterlauf) | Aa (Unterlauf) | Aa (Unterlauf) | Hertogenbosch | | 0,046,0 | | |
| links | Mitte                                                    | Zuid-Willemsvaart (Nordende) | Zuid-Willemsvaart (Nordende) | Zuid-Willemsvaart (Nordende) | Hertogenbosch | | 118 / 123 | | |
| links | ↑ links                                                  | Dommel | Dommel | Dommel | Hertogenbosch | | 113,5 / 120 | | |
| links | Maximakanaal                                             | Maximakanaal | Maximakanaal | Maximakanaal | Hertogenbosch | | 8,25 / 126 | | |
| links | NACH L                                                   | Zuid-Willemsvaart (Nordende) | Zuid-Willemsvaart (Nordende) | Zuid-Willemsvaart (Nordende) | Hertogenbosch | | 0,005,4 | | |
| links | ↑ Zuid-Willemsvaart                                      | ↑ Zuid-Willemsvaart | ↑ Zuid-Willemsvaart | ↑ Zuid-Willemsvaart | Hertogenbosch | | 118 / 123 | | |
| links | NACH L                                                   | Aa (Unterlauf) | Aa (Unterlauf) | Aa (Unterlauf) | Helmond | | 0,046,0 | | |
| links | links                                                    | Aa (Oberlauf) | Aa (Oberlauf) | Aa (Oberlauf) | Helmond | | 023,4 | | |
| links | links                                                    | rechts | Astense Aa | Astense Aa | Asten | | 018,7 | | |
| links | links                                                    | rechts | ↑ | bei Bedarf Wasserzufuhr aus Kanaal van Deurne ← Noordervaart | bei Bedarf Wasserzufuhr aus Kanaal van Deurne ← Noordervaart | bei Bedarf Wasserzufuhr aus Kanaal van Deurne ← Noordervaart | bei Bedarf Wasserzufuhr aus Kanaal van Deurne ← Noordervaart | bei Bedarf Wasserzufuhr aus Kanaal van Deurne ← Noordervaart | |
| links | NACH R                                                   | Noordervaart | Noordervaart | Noordervaart | Nederweert | | 011,0 | | |
| links | NACH R                                                   | Kanaal Wessem–Nederweert | Kanaal Wessem–Nederweert | Kanaal Wessem–Nederweert | Nederweert | | 17, | | |
| links | Hertogswetering                                          | Hertogswetering | Hertogswetering | Hertogswetering | Oss | | 032,5 | ca. 100 | |
| rechts | Niers                                                    | Niers | Niers | Niers | Gennep | DE: 286000 | 113,1 | 01 380,0 | 0007,8 |
| rechts | links                                                    | Nette | Nette | Nette | unt. Wachtendonk | DE: 286200 | 028,3 | 00,182,0 | |
| links | Tungelroyse Beek                                         | Tungelroyse Beek | Tungelroyse Beek | Tungelroyse Beek | Neer | | 026,0 | 00,157,0 | |
| rechts | Schwalm, ndl.: Swalm                                     | Schwalm, ndl.: Swalm | Schwalm, ndl.: Swalm | Schwalm, ndl.: Swalm | Swalmen | DE: 284000 | 045,3 | 269,0 | 001,6 |
| rechts | Rur, ndl.: Roer                                          | Rur, ndl.: Roer | Rur, ndl.: Roer | Rur, ndl.: Roer | Roermond | DE: 382, BE: MV28R | 164,5 | 02 361,0 | 022,2 |
| rechts | links                                                    | Wurm, ndl.: Worm | Wurm, ndl.: Worm | Wurm, ndl.: Worm | nördl. Heinsberg | DE: 282800 | 057,0 | 00,355,5 | |
| rechts | links                                                    | Merzbach | Merzbach | Merzbach | Linnich | DE: 282534 | 028,4 | 00,106,0 | |
| rechts | links                                                    | Inde | Inde | Inde | bei Jülich | DE: 2824, BE: MV32R | 054,1 | 00,374,0 | |
| rechts | rechts                                                   | Urft | Urft | Urft | in den Rursee | DE: 282200 | 046,4 | 00,372,0 | |
| rechts | rechts                                                   | links | Olef | Olef | Schleiden-Gemünd | DE: 28228, BE: MV30R | 027,9 | 00,196,0 | |
| links | Kanaal Wessem–Nederweert                                 | Kanaal Wessem–Nederweert | Kanaal Wessem–Nederweert | Kanaal Wessem–Nederweert | Wessem/Maasbracht | | 017,0 | | |
| rechts | Julianakanaal                                            | Julianakanaal | Julianakanaal | Julianakanaal | Wessem/Maasbracht | | 036,0 | | |
| rechts | Geleenbeek                                               | Geleenbeek | Geleenbeek | Geleenbeek | Stevensweert | | 045,2 | | 002,8 |
| links | Abeek                                                    | Abeek | Abeek | Abeek | Ophoven | | 043,6 | | |
| rechts | Göhl, ndl.: Geul                                         | Göhl, ndl.: Geul | Göhl, ndl.: Geul | Göhl, ndl.: Geul | bei Meerssen | BE: MV26R (-II), MV25R (-I) | 58, | | 001,5 |
| NACH R | Julianakanaal                                            | Julianakanaal | Julianakanaal | Julianakanaal | Maastricht | | 036,0 | | |
| NACH L | Zuid-Willemsvaart                                        | Zuid-Willemsvaart | Zuid-Willemsvaart | Zuid-Willemsvaart | Maastricht | | 118,0 | | |
| NACH L | links                                                    | Verbindung vom Albertkanal | Verbindung vom Albertkanal | Verbindung vom Albertkanal | Neerharen | | 0004,75 | | |
| links | Jeker, fr.: Geer                                         | Jeker, fr.: Geer | Jeker, fr.: Geer | Jeker, fr.: Geer | Maastricht | MV22R (-II), MV18R (-I) | 054,0 | 0463 | 002,7 |
| NACH L | Albert-Kanal (zur Scheldemündung)                        | Albert-Kanal (zur Scheldemündung) | Albert-Kanal (zur Scheldemündung) | Albert-Kanal (zur Scheldemündung) | Liège, dt.: Lüttich | | 129,5 | | |
| rechts | Ourthe                                                   | Ourthe | Ourthe | Ourthe | Liège, dt.: Lüttich | OU32R (-III), OU22R (-II) | 130,5 / 180 | 3 624, | 055,2 |
| rechts | rechts                                                   | Weser, fr.: Vesdre | Weser, fr.: Vesdre | Weser, fr.: Vesdre | 2 km vor deren Mündung | DE: 281280 | 069,7 | 0696 | 010,9 |
| rechts | rechts                                                   | Amel, fr.: Amblève | Amel, fr.: Amblève | Amel, fr.: Amblève | Comblain-au-Pont | AM17R | 93, | 1 080, | 019,5 |
| rechts | rechts                                                   | links | Lienne | Lienne | Stoumont | AM13R | 29, | 0149 | 002,9 |
| rechts | rechts                                                   | links | Salm | Salm | Trois-Ponts | AM10R (-II), AM18R (-I) | 034,3 | 0202 | 003,2 |
| rechts | rechts                                                   | rechts | Warche | Warche | oberh. Stavelot | AM16R (-III), AM06R (-II), AM03R (-I) | 040,9 | 0194 | 004,5 |
| rechts | rechts                                                   | Aisne | Aisne | Aisne | 3 km unt. Barvaux | OU26R (-II), OU24R (-I) | 031,0 | 0187 | |
| rechts | ↑ rechts                                                 | Ourthe Orientale | Ourthe Orientale | Ourthe Orientale | 8 km westlich Houffalize | OU32R (-III), OU11R (-II), OU07R (-I) | 038,7 | 0329 | 005,7 |
| rechts | ↑ links                                                  | Ourthe Occidentale | Ourthe Occidentale | Ourthe Occidentale | 8 km westlich Houffalize | OU06R (-III), OU03R (-II), OU01R (-I) | 049,5 | 0406 | 007,2 |
| rechts | Hoyoux                                                   | Hoyoux | Hoyoux | Hoyoux | Huy | MV07R (-II), MV07R (-I) | 28, | 0239 | 002,0 |
| links | Mehaigne                                                 | Mehaigne | Mehaigne | Mehaigne | Wanze | OU06R | 59, | 0352 | 002,5 |
| links | Sambre                                                   | Sambre | Sambre | Sambre | Namur | BE: SA27R (-II), SA25R (-I), FR: D0000600,D0120600, D0--022- | 193,0 | 2 740, | 028,6 |
| links | links                                                    | Orneau | Orneau | Orneau | Jemeppe-sur-Sambre | SA22R (-II), SA21R (-I) | 25, | 0203 | 001,8 |
| links | links                                                    | Piéton | Piéton | Piéton | Charleroi | SA13R | 30, | 0170,4 | 00 |
| links | rechts                                                   | Eau d’Heure | Eau d’Heure | Eau d’Heure | Marchienne-au-Pont | SA11R (-III), SA08R (-II), SA05R (-I), SA03L (Talsp.) | 47, | 0344 | 003,8 |
| links | rechts                                                   | Helpe Majeure | Helpe Majeure | Helpe Majeure | Noyelles-sur-Sambre | D0150650 | 069,1 | 0329 | 003,9 |
| links | rechts                                                   | Helpe Mineure | Helpe Mineure | Helpe Mineure | Maroilles | D0130700 | 51, | 0275 | 003,8 |
| rechts | Bocq                                                     | Bocq | Bocq | Bocq | Yvoir | MM29R (-II), MM28R (-I) | 45, | 0230 | 002,2 |
| rechts | Lesse (m. 1 100 m [Luftlinie] als Doline)                | Lesse (m. 1 100 m [Luftlinie] als Doline) | Lesse (m. 1 100 m [Luftlinie] als Doline) | Lesse (m. 1 100 m [Luftlinie] als Doline) | oberhalb Dinant | LE… | 89, | 1 3430 | 19, |
| rechts | rechts                                                   | Lomme | Lomme | Lomme | Éprave | LE01R | 46, | 0480 | 007,4 |
| links | Hermeton                                                 | Hermeton | Hermeton | Hermeton | Hermeton, ob. Hastière | M21R (-III), M19R (-II), M18R (-I) | 32, | 0167 | 001,9 |
| links | Viroin aus:                                              | Viroin aus: | Viroin aus: | Viroin aus: | Vireux-Molhain | B71-0200 | 22 / 66 | | |
| links | links                                                    | Eau Blanche | Eau Blanche | Eau Blanche | Viroinval | MM06R (-II), MM05R (-I) | 33, | 179,5 | |
| links | ↑ rechts                                                 | Eau Noire | Eau Noire | Eau Noire | Viroinval | FR: B71-0200, BE: MM03R | 44, | | |
| rechts | Semoy (F) ← Semois (B)                                   | Semoy (F) ← Semois (B) | Semoy (F) ← Semois (B) | Semoy (F) ← Semois (B) | Monthermé | FR: B6--0100, BE: SC37R (-IV), SC28R (-III), SC23R (-II), SC08R (-I) | 210,0 | 1 350, | 029,2 |
| rechts | rechts                                                   | Vierre | Vierre | Vierre | Chiny | SC22R (-III), SC18R (-II), SC17R (-I) | 46,7 | 267 | 5,6 |
| links | Sormonne                                                 | Sormonne | Sormonne | Sormonne | Warcq | B55-0200 | 056,5 | 0411 | 006,4 |
| links | Vence                                                    | Vence | Vence | Vence | Charleville-Mézières | B53-0200 | 032,6 | 0132 | 002,2 |
| links | Bar                                                      | Bar | Bar | Bar | 7 km unt. Sedan | B51-0200 | 061,1 | 0425 | 005,6 |
| rechts | Chiers                                                   | Chiers | Chiers | Chiers | oberh. Bazeilles | FR: B4--0100, BE: SC38R | ca. 140 | 2 222, | 030,6 |
| rechts | links                                                    | Loison | Loison | Loison | unter Montmédy | B45-0200 | 052,8 | 0357 | 004,0 |
| rechts | links                                                    | Othain | Othain | Othain | oberhalb Montmédy | B43-0200 | 67, | 0257 | 29, |
| rechts | rechts                                                   | Ton oder Thon | Ton oder Thon | Ton oder Thon | 6 km ob. Montmédy | B4230430 | 32, | 0318 | 05, |
| rechts | links                                                    | Crusnes | Crusnes | Crusnes | Longuyon | B41-0200 | 32, | 0266 | 003,2 |
| rechts | Aroffe (Goulot de Meuse)                                 | Aroffe (Goulot de Meuse) | Aroffe (Goulot de Meuse) | Aroffe (Goulot de Meuse) | unter Rigny-la-Salle | B20-0200 | 050,2 | 0265,4 | 00 |
| rechts | Vair                                                     | Vair | Vair | Vair | ggü. Domrémy-la-Pucelle | B12-0200 | 065,3 | 0460 | 005,2 |
| rechts | Mouzon                                                   | Mouzon | Mouzon | Mouzon | Neufchâteau | B10-0200 | 063,3 | 0425 | 004,8 |
| rechts | rechts                                                   | Anger | Anger | Anger | ob. Cirourt-sur-Mouzon | B10-0210 | 027,9 | 0124 | 001,4 |

Bei der wallonischen Nummerierung handelt es sich nicht um Wasserlauf-, sondern um Wasserkörpernummern. Ist ein Fluss in mehrere Wasserkörper unterteilt, so hat die Behörde deren Benennungen mit römischen Zahlen unterschieden, Reihenfolge flussabwärts. Wo größere Zuflüsse dieser Gewässer als eigene Wasserkörper definiert wurden, kann das Gesamteinzugsgebiet größer sein als die Summe der hier aufgelisteten Wasserkörper. Umgekehrt ist wegen eingerechneter kleinerer Zuflüsse die für einen Wasserkörper angegebene Gewässerlänge oft größer als die Abschnittslänge seines Hauptgewässers. Zur Liste aller Wasserkörper in der Wallonie siehe Umweltportal.
| Linke Nebenflüsse                                                                                             | Rechte Nebenflüsse |
| --- | --- |
| - Saônelle, 22 km - Méholle, 18 km - Chonville 16 km - Andon 24 km - Wiseppe 22 km - Yoncq, 17 km - Fau 19 km | - Flambart, 18 km - Creuë, 16 km - Givonne, 16 km - Vrigne, 17 km - Houille, 35 km - Samson (BE), 16 km - Berwinne bzw. Berwijn (BE), 25 km - Foron bzw. Voer (BE), 12 km |

### Städte an der Maas
| Frankreich | Belgien                                                             | Niederlande                                                   |
| --- | ------------------------------------------------------------------- | ------------------------------------------------------------- |
| - Neufchâteau - Vaucouleurs - Commercy - Saint-Mihiel - Verdun - Stenay - Sedan - Charleville-Mézières - Givet | - Dinant - Namur - Huy - Seraing - Liège (Lüttich) - Visé - Maaseik | - Maastricht - Roermond - Venlo - ’s-Hertogenbosch - Waalwijk |

Maas
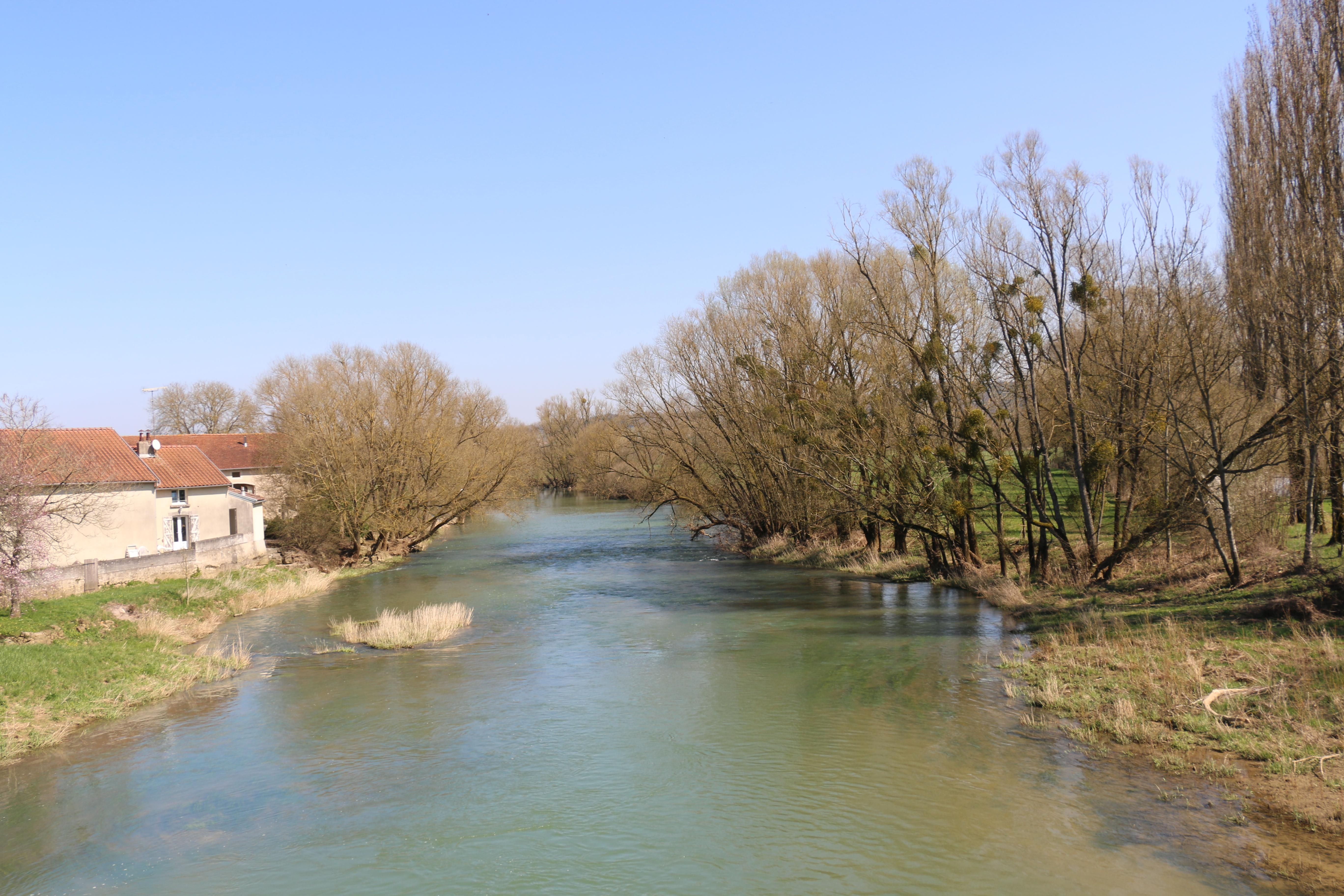
Bei Domrémy-la-Pucelle
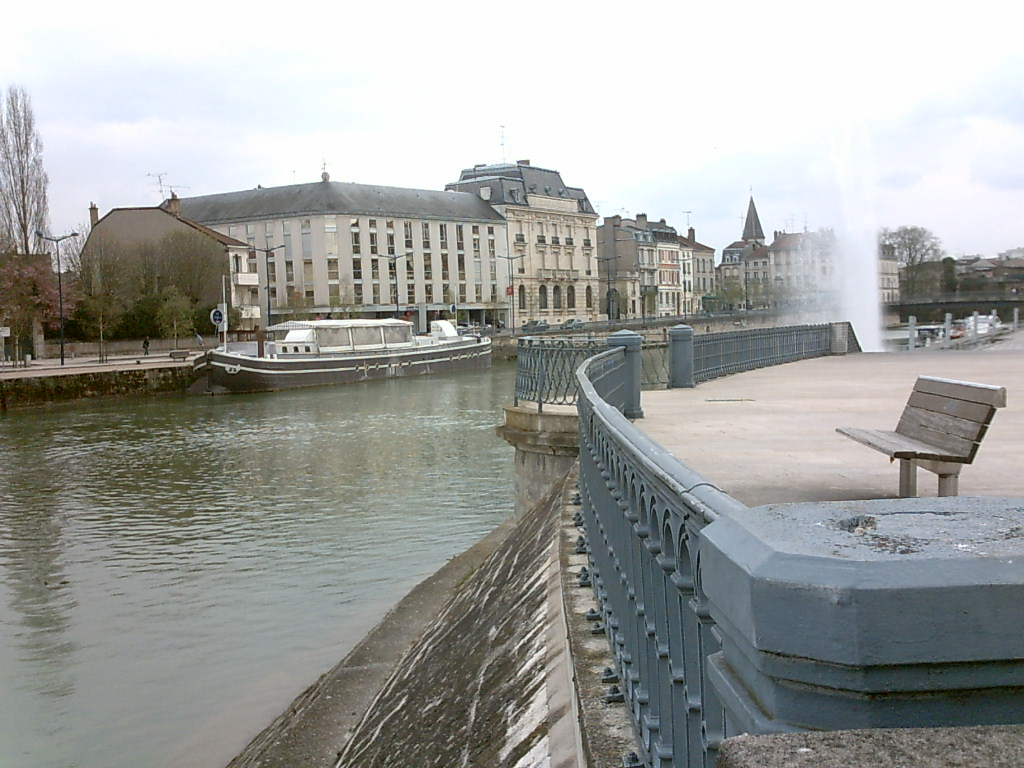
Verdun
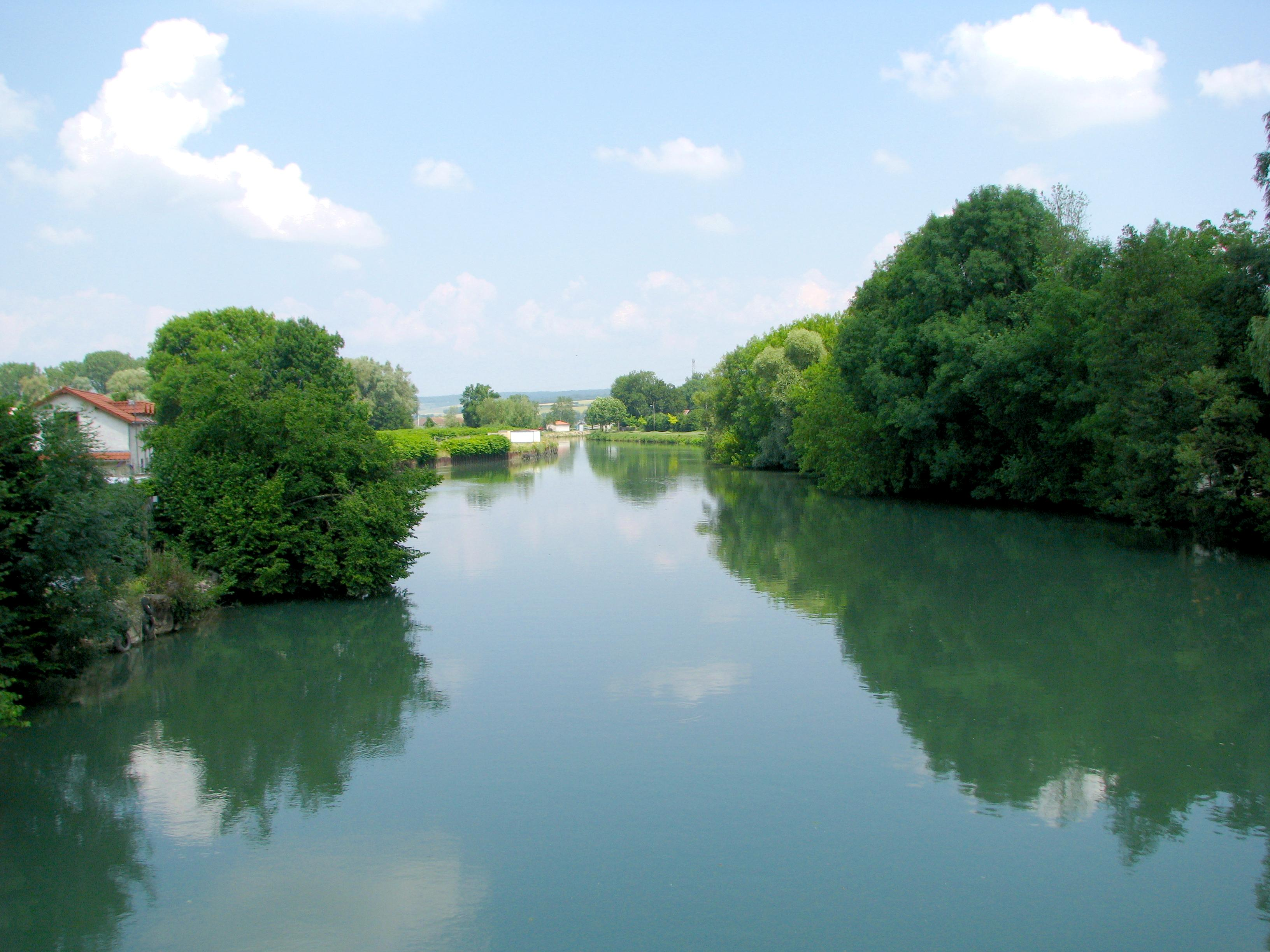
Bei Stenay
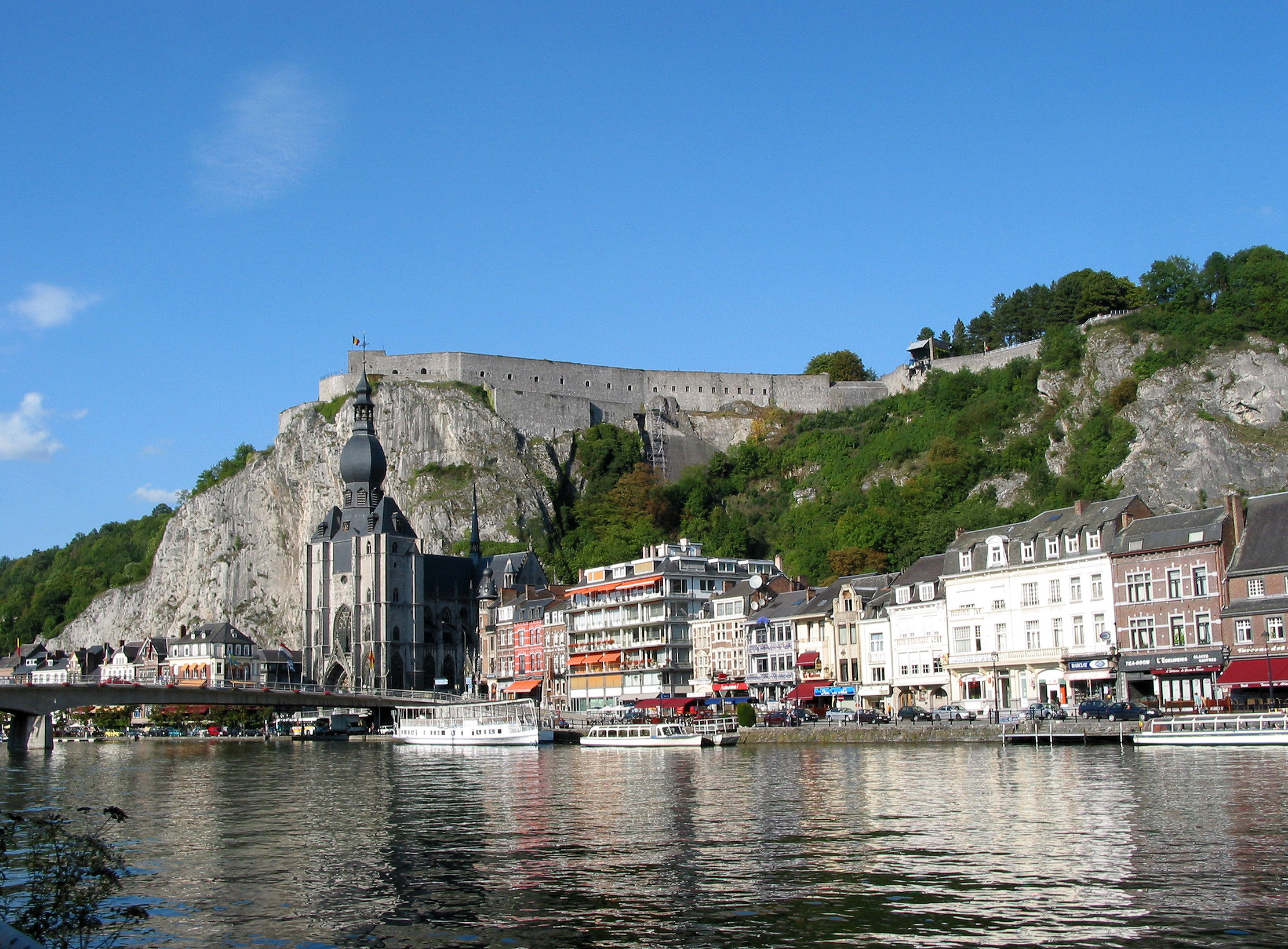
Dinant
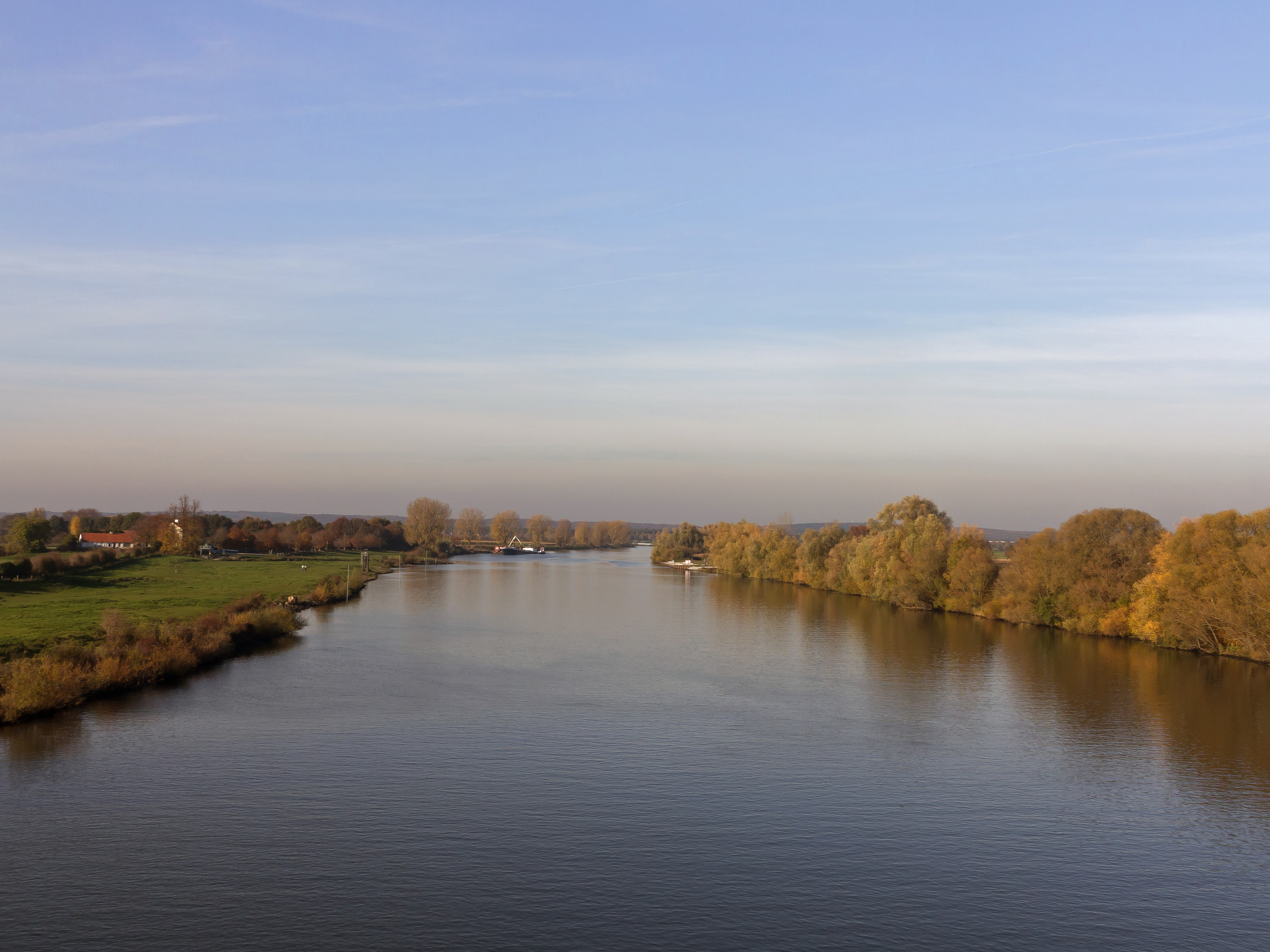
Bei Gennep

## Entwicklungsgeschichte und künstliche Veränderungen des Flusses

### Flussanzapfungen am Oberlauf

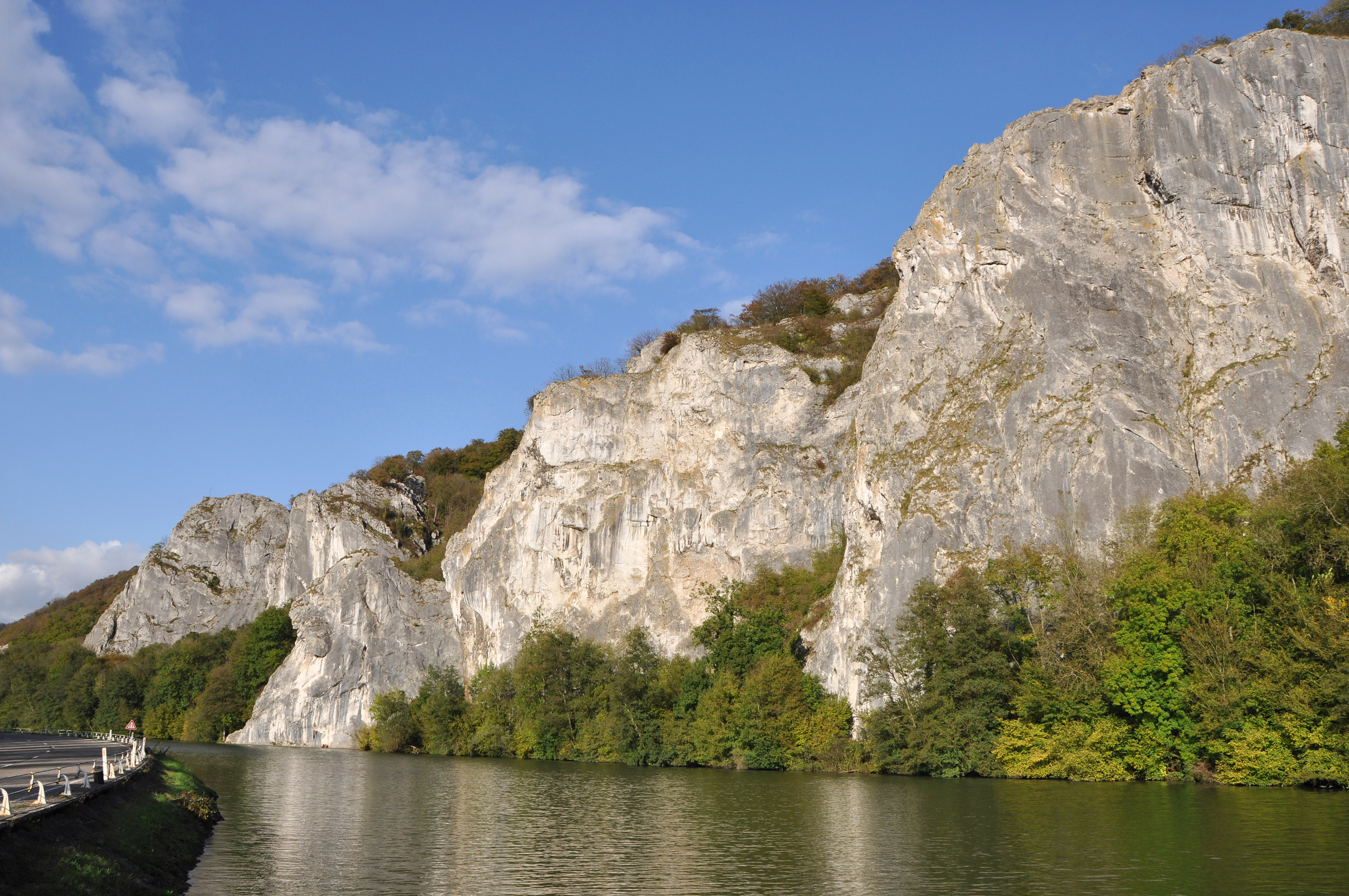
Felsen von Freÿr bei Dinant

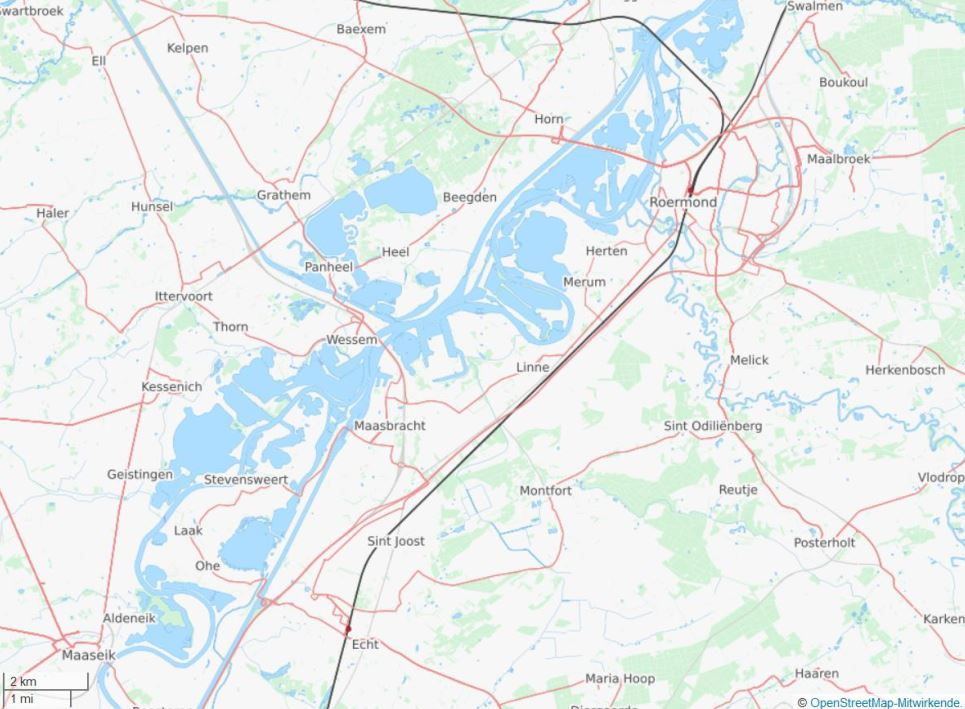
Maasplassen in belg/niederl. Limburg

Das heute sehr schmale Einzugsgebiet des Maas-Oberlaufes ist eine Folge von Gebietsverlusten durch Flussanzapfungen aus den etwas tiefer liegenden benachbarten Flussgebieten heraus, also dem der Seine im Westen und dem der zum Rhein fließenden Mosel im Osten. Die Maas verläuft im Oberlauf vorwiegend durch Serien meist widerstandsfähiger Kalksteine des Oberjura (in Deutschland bekannt als Malm), wogegen die dortigen Nachbarflussgebiete eher in leichter ausräumbaren Gesteinen liegen.
Vor rund einer Million Jahren wurde die heutige Aisne zur Oise und damit zum Flusssystem der Seine hin abgelenkt. Durch das verlassene breite Tal fließt heute die Bar zur Maas. Während der Saale-Kaltzeit, vor rund 250.000 Jahren, verlor die Maas sogar ihren Oberlauf, in diesem Fall an die Mosel. Das 12 km lange Tal zwischen Toul und Pagny-sur-Meuse fiel als Folge der Flussanzapfung trocken, ein damaliger linksseitiger Maas-Nebenfluss wurde so zum heutigen Oberlauf der Maas.

### Maasplassen
Unterhalb des Austritts aus ihrem Engtal im sich aktuell hebenden Rheinischen Schiefergebirge (Ardennen) lagert die Maas ihre mitgeführte Sedimentfracht in einer breiten Aufschüttungsebene ab, die sich bis zur Nordsee erstreckt und vor allem von Ablagerungen des Rheins gebildet wird. Sandig-kiesige Ablagerungen der Maas finden sich vor allem in der belgisch-niederländischen Region Limburg. Dort entstanden durch den in großem Umfang betriebenen Abbau von Kies Mitte des 20. Jahrhunderts die Maasseen (niederl. Maasplassen; von niederl. plas für Tümpel). Nach der großen Flutkatastrophe am 1. Februar 1953 (Hollandsturmflut) baute man in den Provinzen Zeeland und Noord-Holland riesige Deiche und Schutzwehre (Deltawerke) an der Küste; dafür wurden große Mengen an Sand und Kies zur Betonherstellung und für Aufschüttungen benötigt.

### Mündungsbereich

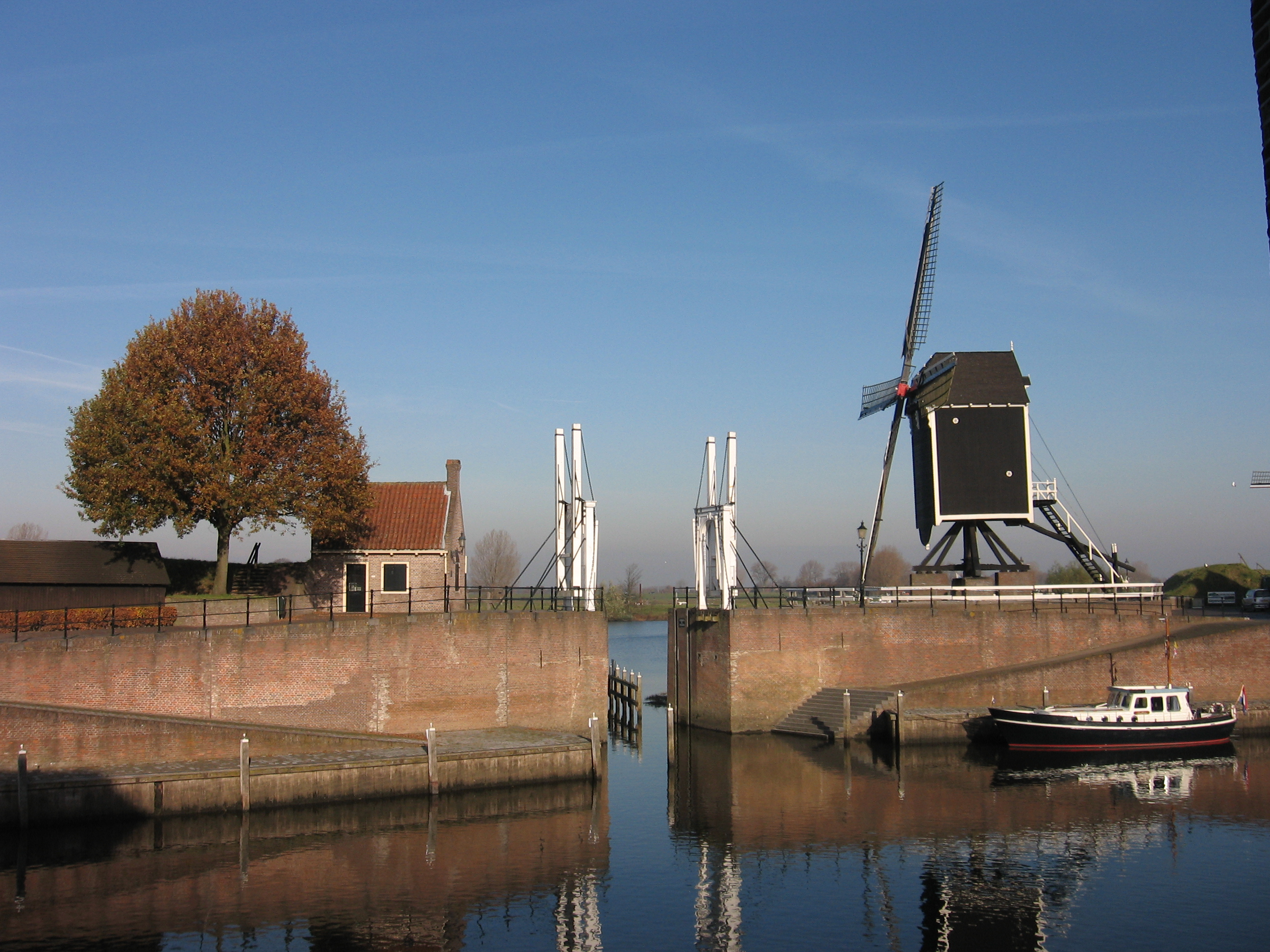
Heusden an der Maas

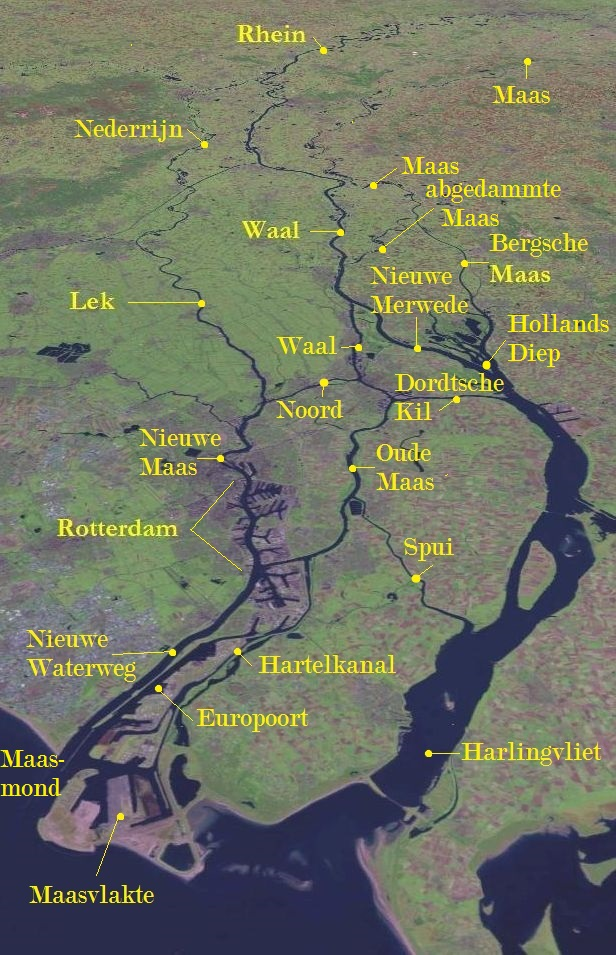
Mündungsdelta von Rhein und Maas

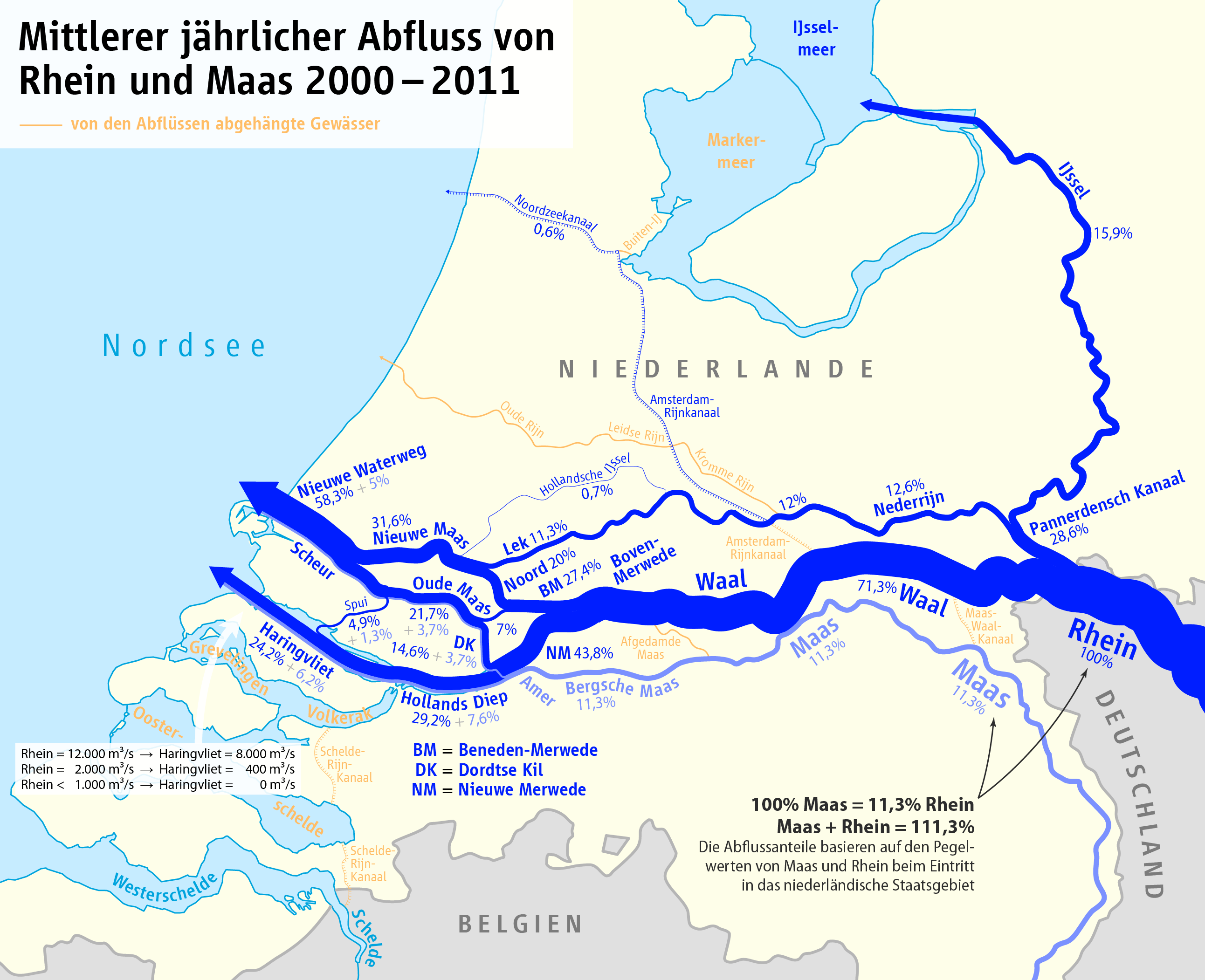
Verteilung der mittleren Abflüsse von Rhein und Maas im Deltabereich

Der Mündungsbereich der Maas bildet mit dem des Rheins das Rhein-Maas-Delta. Bei Cuijk zweigt der Maas-Waal-Kanal ab, der bei Nijmegen den Hauptarm des Rheins erreicht. Die Maas selbst mündet seit 1904 über einen entlang des ehemaligen Baches Oude Maasje künstlich geschaffenen Abflussweg, genannt Bergse Maas und Amer, in das Hollands Diep, eine heute vom wasserreichen Rheinarm Nieuwe Merwede durchflossene frühere Nordseebucht. Davor floss der Hauptteil des Maaswassers über den seit 1273 bestehenden und nun Afgedamde Maas genannten Wasserlauf in den Hauptarm des Rheindeltas, die Waal. Seit dem Bau des Haringvlietdammes im Jahr 1970 sind auch Hollands Diep und Haringvliet zu Teilstrecken des südlichen Rhein-Hauptarms über Waal und Nieuwe Merwede geworden. Das Wasser von Maas und Rhein erreicht seitdem wieder vereint das Meer, bei Niedrigwasser vorwiegend über den Nieuwe Waterweg bei Rotterdam, bei hohem Wasserstand überwiegend über die Schleusen des Haringvlietdammes. Insgesamt wird die Wasserverteilung im Rhein-Maas-Delta sorgfältig gesteuert, vor allem in Abhängigkeit von der Wasserführung des Rheins beim Pegel Lobith an der Deutsch-Niederländischen Grenze. So durchquert bei mittleren und niedrigen Wasserständen das meiste Wasser der Maas zusammen mit dem des Rheins noch die Stadtgebiete von Dordrecht und Rotterdam, bevor es das offene Meer erreicht.

Änderungen am Maasverlauf
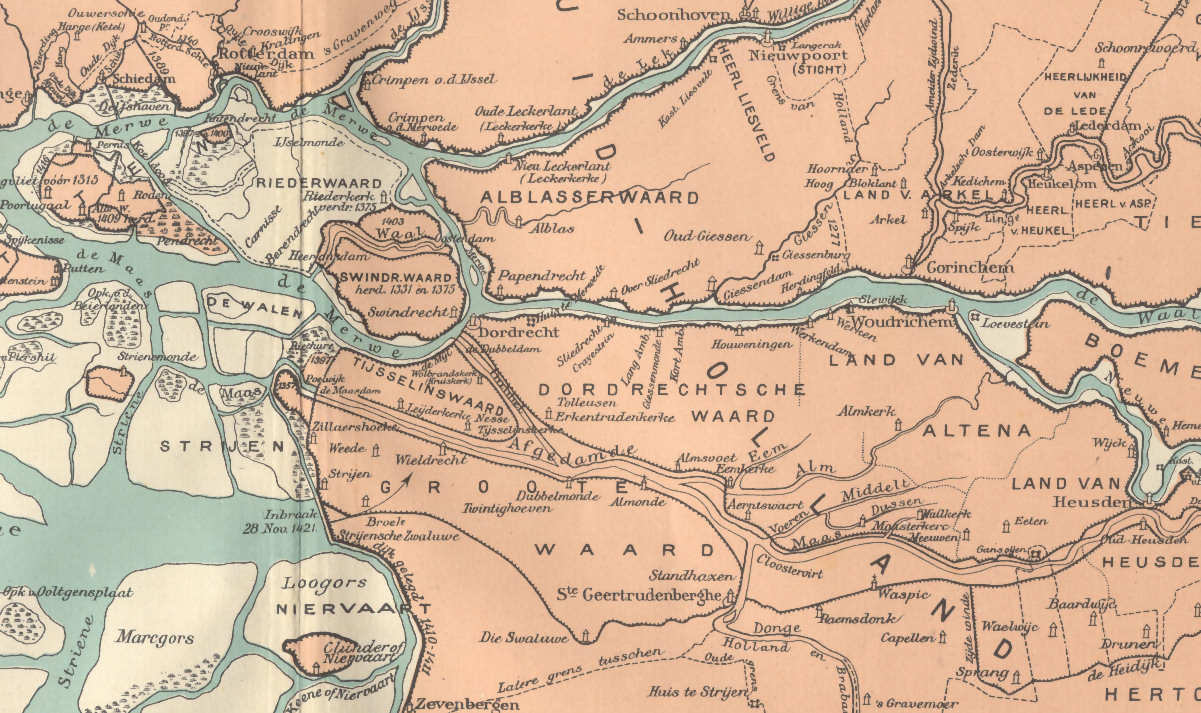
Situation um 1400
Seit 1904 zum Schutz vor Hochwasser von der Waal getrennte (afgedamde) Maas

Die Landschaft des Mündungsbereiches liegt großenteils unter dem Niveau des Meeresspiegels. In früheren Jahrhunderten veränderte sich nach fast jeder schwereren Sturmflut bzw. Hochwassersituation an Maas und Waal ihr Aussehen und damit auch der Verlauf der Flüsse und Bäche. Die Benennung der Gewässer im Rhein-Maas-Delta ist weitgehend unberührt geblieben von den stark geänderten Abflusswegen. Wegen des einst weiter nördlich verlaufenden Rheins waren viele Rheinarme einstige Unterläufe der von Süden kommenden Maas wie die Nieuwe Maas und Oude Maas.

## Schifffahrt

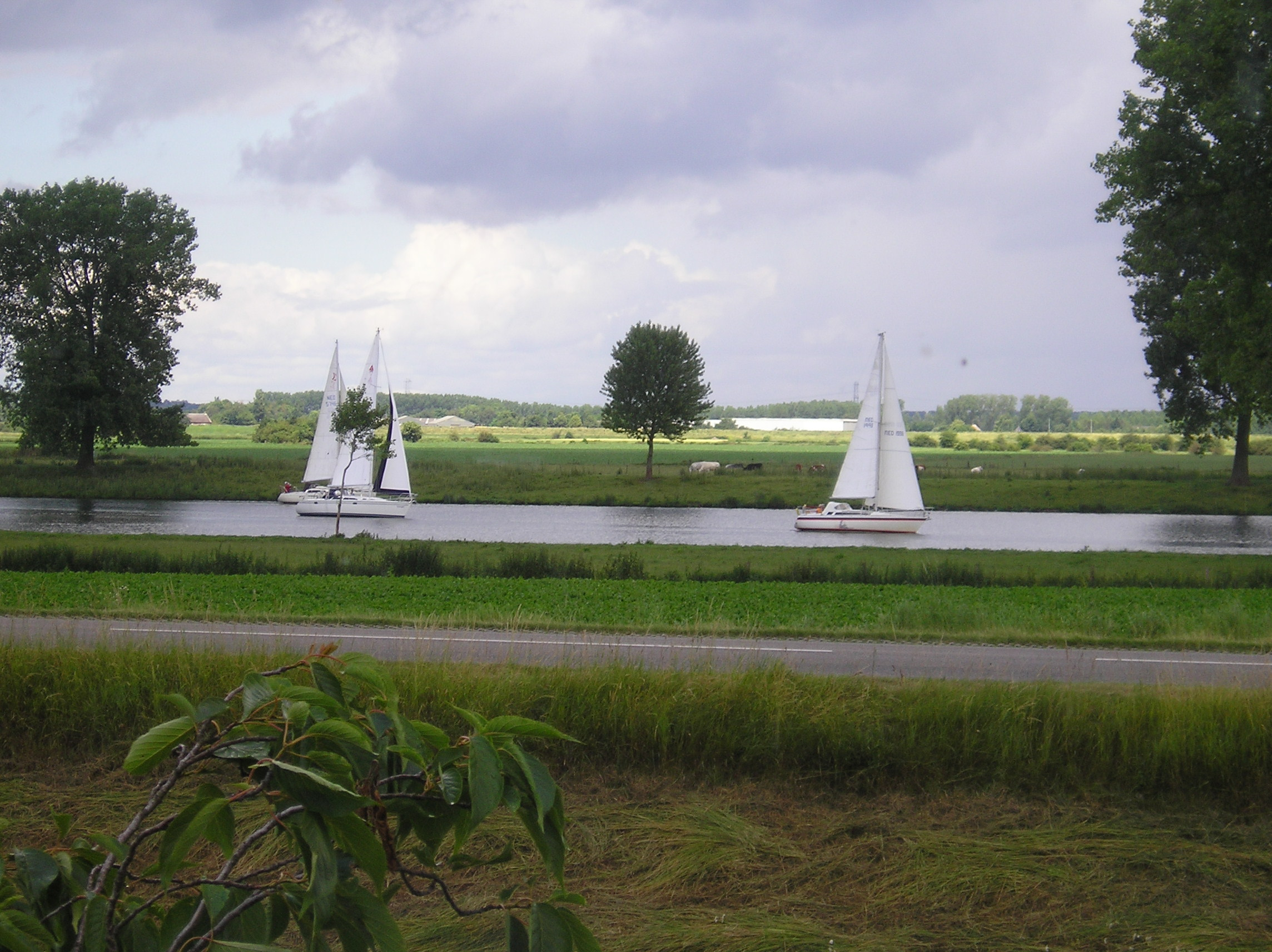
Segelboote auf der Maas

### Frankreich
Im französischen Abschnitt wurde die Maas kanalisiert und trägt als Schifffahrtsweg den Namen Canal de la Meuse (früher: Canal de l’Est – branche Nord). Der Kanal verläuft zwischen der französisch-belgischen Grenze bei Givet und dem Ort Troussey. Aufgrund der Abmessungen der Schleusen und Brücken ist er nur für Pénichen im Freycinet-Maß sowie für Sport- und Hausboote befahrbar.
In Dom-le-Mesnil zwischen Charleville-Mézières und Sedan zweigt der Canal des Ardennes ab und folgt nach Überquerung der Wasserscheide bei Le Chesne der Aisne bis in die île de France um Paris.
Flussaufwärts ist die Maas bis Troussey schiffbar. Hier kreuzt der Canal de la Marne au Rhin den Fluss und verbindet ihn westwärts mit Paris sowie ostwärts bei Toul mit der Mosel und bei Straßburg mit dem Rhein.
Über die Mosel und weiter im Canal des Vosges (früher Canal de l’Est, branche Sud) erreicht man die Saône und die Rhone, auf der man bis zum Mittelmeer gelangen kann.
Freizeitskipper aus Nordeuropa nehmen auf ihrer Fahrt zum Mittelmeer lieber diese Binnenroute als den wesentlich längeren und anspruchsvolleren Weg um Spanien herum.

### Belgien, Niederlande

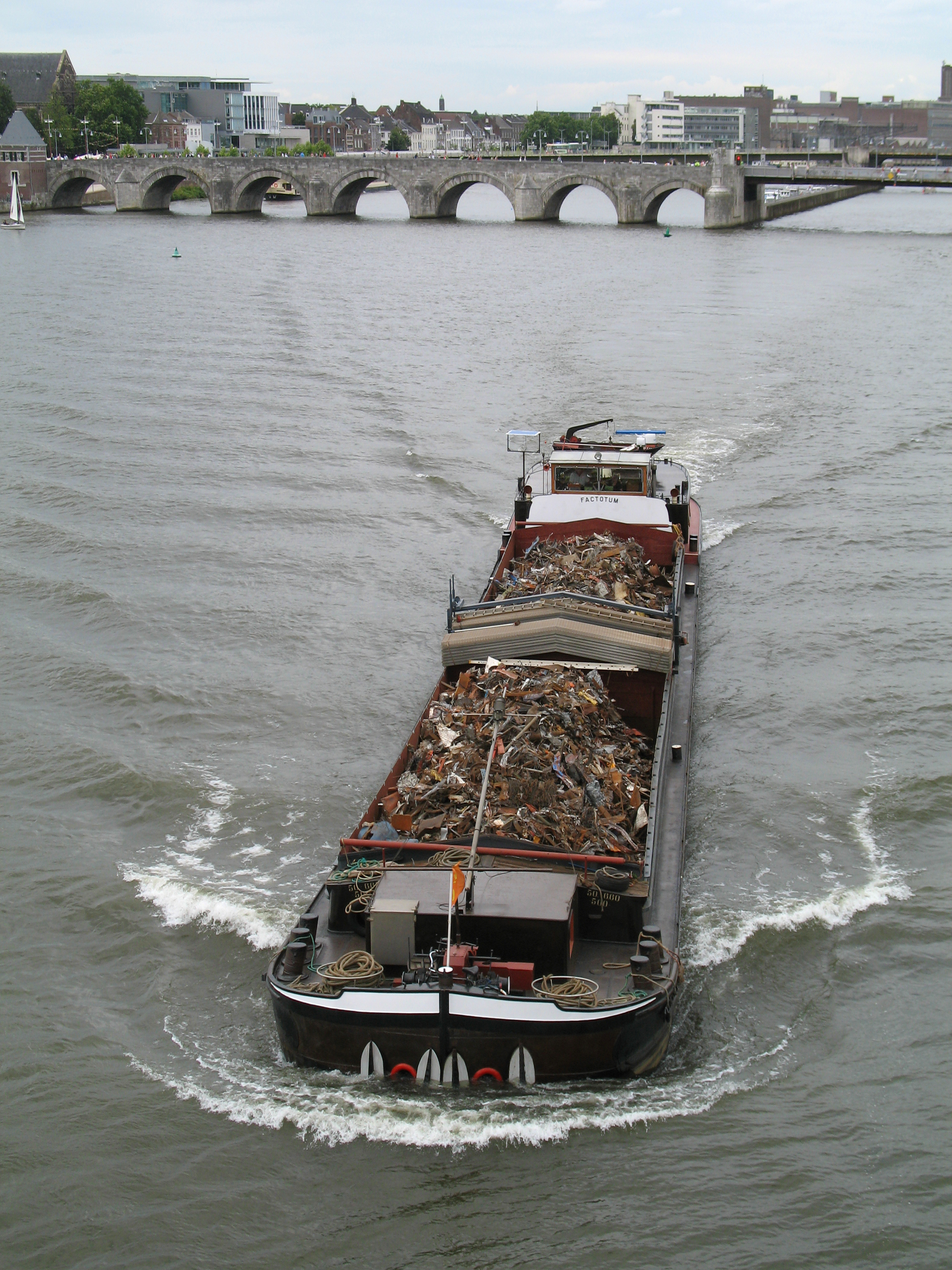
Massengutfrachter auf der Maas in Maastricht

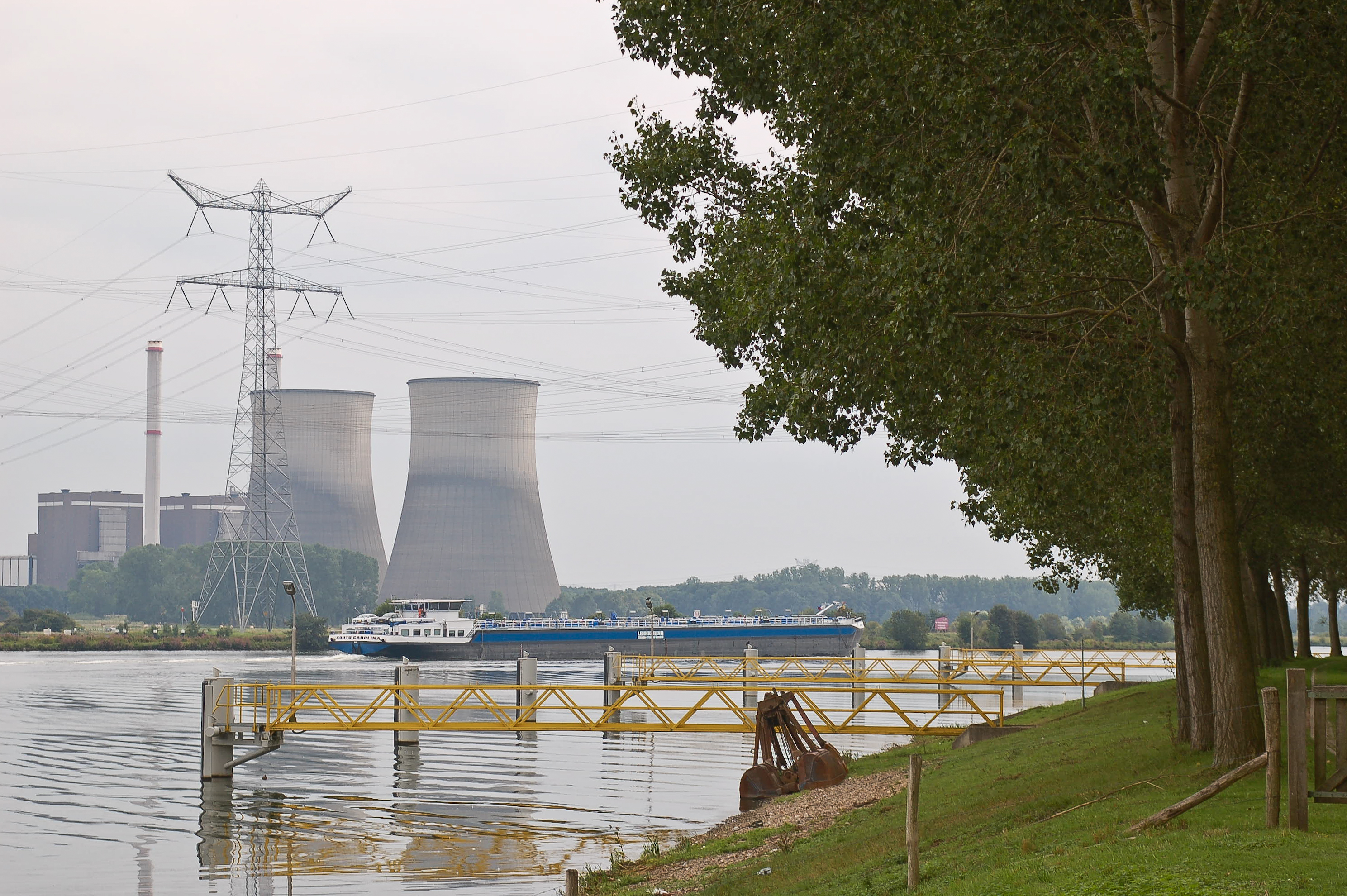
Tankschiff und Kraftwerk Clauscentrale nahe dem Kanal-Abzweig zwischen Heel und Maasbracht

Im belgischen und niederländischen Abschnitt ist die Maas für die Großschifffahrt ausgebaut.
Das oberste belgische Anschlussgewässer ist die Sambre, von der in Frankreich der Canal de la Sambre à l’Oise an die Oise führt. In Belgien gelangt man von der Sambre in den Kanal Charleroi-Brüssel (an die Senne), von dem nach Westen der Canal du Centre abzweigt, als Verbindung zur Schelde.
In Lüttich zweigt von der Maas der am 30. Juli 1939 eröffnete Canal Albert (Albertkanal) nach Antwerpen ab, den die Maasschifffahrt nehmen muss, da ein durchgehendes Befahren des Flusses hier nicht möglich ist. Die Sperrwerke Pont Barrage de Monsin (in Lüttich) und Pont-Barrage de Lixhe (nördlich von Visé) verhindern das Durchfahren. Über zwei Schleusen ist der ca. 12 km lange Maasabschnitt zwischen den Sperrwerken vom Albertkanal aus jedoch zu erreichen. Bei Lanaye verbindet der Kanaal van Ternaaien den Albertkanal wieder mit der Maas. In Maastricht schließt die Zuid-Willemsvaart an, die bei ’s-Hertogenbosch wieder die Maas erreicht.
Im niederländischen Abschnitt wird mit insgesamt sieben Staustufen (niederländisch stuw) eine Mindest-Fahrwassertiefe von drei Metern gewährleistet. Diese Staustufen (Lith, Grave, Sambeek, Belfeld, Roermond, Linne und Borgharen) sind etwa 100 Jahre alt. Sie werden in den 2020er Jahren erneuert (programma Vervanging en Renovatie).
 Seit 1822 ist die Grensmaas, der Flussabschnitt zwischen Maastricht (NL) und Ohé en Laak (nordöstlich von Maaseik), für die durchgehende Schifffahrt nicht mehr schiffbar.
 Dort nimmt die Schifffahrt von Maastricht bis Maasbracht den 1925–1935 parallel zur Maas angelegten Julianakanal. Ebenfalls kürzt in den Niederlanden bei Roermond der 8,9 km lange Seitenkanal Lateraalkanal Linne-Buggenum zwischen Heel und Buggenum die (dort allerdings schiffbare) Maas ab.
Der Maas-Waal-Kanal verbindet die Maas bei Nijmegen mit der Waal (Rhein).

### Maassperrung 2016
Im Dezember 2016 wurde für die Dauer von 4 Wochen ein Teil der Maas für den Schiffsverkehr komplett gesperrt, nachdem das deutsche Tankschiff Maria Valentine der Reederei Gefo GmbH mit 2,5 Millionen Litern Benzin im Nebel das Stauwehr bei Grave durchbrochen und zerstört hatte. Dadurch verringerte sich der Wasserstand auf der Maas zwischen den Staustufen Sambeek und Grave auf 27 km, sowie im Maas-Waal-Kanal bis zur Schleuse Nijmegen, um drei Meter. Auf diesem Streckenabschnitt verkehren jährlich etwa 9000 Schiffe. Durch die Sperrung wurden größere Schiffe (Klasse III) über Antwerpen umgeleitet, kleinere Schiffe (Klasse II) über die Zuid-Willemsvaart. Im Januar 2017 gab das zuständige Ministerium bekannt, dass man bis zur endgültigen Reparatur der Anlage, die auf ein halbes Jahr veranschlagt wird, unterhalb des Stauwehres ein Provisorium aus einem Steinschuttwall errichten würde. Damit sollte durch Anheben des Wasserstands der Schiffsverkehr wieder möglich gemacht und Vorsorge für ein Ansteigen des Wasserspiegels bei Hochwasser getroffen werden, indem man binnen 48 Stunden dann den Damm kurzfristig wieder absenken könnte. Durch den Notdamm konnte der Wasserspiegel wieder gehoben werden, sodass am 23. Januar 2017 das erste Frachtschiff wieder die gesperrte Strecke zwischen den Schleusen Grave und Sambeck befahren durfte. Seit dem 24. Januar 2017 gibt es auf der Maas keine Beschränkungen für die Schifffahrt mehr. Die Reparatur der Staustufe konnte im Juli 2017 abgeschlossen werden. Rijkswaterstaat beziffert den Schaden auf min. 20 Mio. Euro.

## Geschichte
Bei der Aufteilung des Fränkischen Reichs unter den Söhnen Ludwigs des Frommen wurde die Maas zur Grenze zwischen dem Westfränkischen Reich unter Karl dem Kahlen und dem Mittelreich unter Lothar I. Aus dessen Namen leitet sich der geografische Name Lothringen her.
Am Oberlauf der Maas liegt Domrémy-la-Pucelle, der Geburtsort von Jeanne d’Arc.
Die geldrischen Gebiete westlich der Maas trat Preußen beim Wiener Kongress 1815 an das Königreich der Vereinigten Niederlande ab. Sie gehören seitdem zur Provinz Limburg. Noch heute bildet die sogenannte Kanonenschusslinie die Grenze zwischen der Bundesrepublik Deutschland und den Niederlanden. Der östlich der Maas gelegene Teil der damals neu geschaffenen und 1830 zwischen Belgien und den Niederlanden geteilten Provinz Limburg gehörte trotz niederländischer Hoheit als Herzogtum Limburg zum Deutschen Bund. Darauf bezieht sich die bekannte geographische Beschreibung „… von der Maas bis an die Memel …“ der ersten Strophe des Deutschlandliedes von 1841, mit der die westliche Grenze der deutschen Kulturnation zu beschreiben versucht wurde. Hinzu kommt, dass die Niederländer lange Zeit als Teil des deutschen Volkes betrachtet wurden.
Seit den 1820er Jahren wurde das wallonische Maastal zwischen Namur und Lüttich industrialisiert.
Die Maas und die Höhenzüge links und rechts der Maas beeinflussten einige militärische Aktionen im Ersten und Zweiten Weltkrieg. Z. B. war sie bei der Schlacht um Verdun ab Februar 1916 eine wichtige natürliche Barriere, die Auswirkungen auf den Frontverlauf hatte bzw. an einigen Abschnitten die Frontlinie war. Am 12. Mai 1940, dem dritten Tag des Westfeldzuges, erreichten Truppen der Wehrmacht die Maas bei Sedan; in den Tagen darauf besiegten sie die dort befindlichen französischen Truppen („Schlacht bei Sedan“).
Am 2. Januar 1926 wurde mit 29,91 Meter über NAP der bisher höchste Wasserstand der Maas gemessen, der rund neun Meter über dem durchschnittlichen Wasserstand lag.
Im Dezember 1930 starben im Maastal zwischen Huy und Seraing etwa 60 Menschen bei der sogenannten Maastal-Katastrophe, als infolge einer Inversionswetterlage die Abgase der Fabriken nicht aufsteigen konnten und es zu toxischen Konzentrationen in der bodennahen Luftschicht kam.
Der Asteroid des äußeren Hauptgürtels (3016) Meuse ist nach der Maas benannt.
Nach einer Karte von Abraham Ortell aus dem Jahr 1584, der sich auf Claudius Ptolemäus bezieht, soll die Maas im 2. Jahrhundert ungefähr da gemündet sein, wo heute die Schelde in die Nordsee mündet.